# Лантратівка (станція)
Лантратівка — проміжна залізнична станція 5-го класу Лиманської дирекції Донецької залізниці на неелектрифікованій лінії Кіндрашівська-Нова — Граківка між станціями Солідарний (20 км) та Валуйки (38 км). Розташована за 2 км від центру селища Троїцьке Сватівського району Луганської області. Поруч зі станцією пролягає автошлях регіонального значення Р66.

## Історія
Станція відкрита 7 жовтня 1936 року.
У 1992 році отримала статус прикордонної. З 1995 року увійшла до складу Луганської дирекції Донецької залізниці. У 2004 році на станції проведено капітальний ремонт.
Впродовж 2022 року планувалось визначити маршрут для будівництва залізничної лінії на Луганщині. Повернення дільниці Лантратівка — Кіндрашівська-Нова до залізничної мережі України дозволило би відновити пасажирські та вантажні перевезення у Луганській області. Наразі вже обрано генерального проєктувальника — Харківський проєктно-вишукувальний інститут об'єктів транспорту. Він здійснить техніко-економічне обґрунтування (ТЕО) будівництва залізничної лінії, яка з'єднає дільницю Лантратівка — Кіндрашівська-Нова із залізничною мережею України. Внаслідок російського вторгнення в Україну проєкт не був реалізований. З українського боку станція була кінцевою для приміських поїздів.

## Пасажирське сполучення
До 2002 року курсували приміські поїзди сполученням Дебальцеве — Валуйки. У той же час припинився рух вантажних поїздів через державний кордон України[джерело?].
На території станції розташовувалося відділення прикордонного контролю та митний пост Лантратівка. Пасажирські поїзди не перетинали пункт контролю з 2014 року.
З 30 травня 2016 року відновлювався рух приміських поїздів лінією Валуйки — Кіндрашівська-Нова сполученням Кіндрашівська-Нова — Лантратівка.
З початку повномасштабного російського вторгнення в Україну рух поїздів тимчасово припинений.